# Episodi di Murphy Brown (seconda stagione)
La seconda stagione della serie televisiva Murphy Brown è stata trasmessa in anteprima negli Stati Uniti d'America dalla CBS tra il 18 settembre 1989 e il 21 maggio 1990.
| nº | Titolo originale                        | Titolo italiano | Prima TV USA      | Prima TV Italia |
| -- | --------------------------------------- | --------------- | ----------------- | --------------- |
| 1  | The Brothers Silverberg                 |                 | 18 settembre 1989 |                 |
| 2  | Anchors Away                            |                 | 25 settembre 1989 |                 |
| 3  | The Memo That Got Away                  |                 | 2 ottobre 1989    |                 |
| 4  | TV or Not TV                            |                 | 16 ottobre 1989   |                 |
| 5  | Miles' Big Adventure                    |                 | 23 ottobre 1989   |                 |
| 6  | Buddies Schmuddies                      |                 | 30 ottobre 1989   |                 |
| 7  | Whose Garbage Is It Anyway?             |                 | 6 novembre 1989   |                 |
| 8  | And the Whiner Is...                    |                 | 13 novembre 1989  |                 |
| 9  | Roasted                                 |                 | 20 novembre 1989  |                 |
| 10 | Brown Like Me (Part 1)                  |                 | 27 novembre 1989  |                 |
| 11 | Brown Like Me (Part 2)                  |                 | 27 novembre 1989  |                 |
| 12 | The Strike                              |                 | 11 dicembre 1989  |                 |
| 13 | Here's to You, Mrs. Kinsella            |                 | 18 dicembre 1989  |                 |
| 14 | What Are You Doing New Year's Eve?      |                 | 1º gennaio 1990   |                 |
| 15 | Subpoena Envy                           |                 | 8 gennaio 1990    |                 |
| 16 | I Want My FYI                           |                 | 29 gennaio 1990   |                 |
| 17 | Frankly Speaking                        |                 | 5 febbraio 1990   |                 |
| 18 | The Murphy Brown School of Broadcasting |                 | 12 febbraio 1990  |                 |
| 19 | Bad Girls                               |                 | 19 febbraio 1990  |                 |
| 20 | Heart of Gold                           |                 | 26 febbraio 1990  |                 |
| 21 | On the Road Again                       |                 | 5 marzo 1990      |                 |
| 22 | But First a Word from Our Sponsor       |                 | 19 marzo 1990     |                 |
| 23 | Frank's Appendectomy                    |                 | 9 aprile 1990     |                 |
| 24 | Fax or Fiction                          |                 | 30 aprile 1990    |                 |
| 25 | The Bitch's Back                        |                 | 7 maggio 1990     |                 |
| 26 | Goin' to the Chapel (Part 1)            |                 | 14 maggio 1990    |                 |
| 27 | Goin' to the Chapel (Part 2)            |                 | 21 maggio 1990    |                 |